# Потанін Григорій Миколайович
Григорій Миколайович Потанін (рос. Григорий Николаевич Потанин; *22 вересня (4 жовтня) 1835, селище Ямишевський, тепер Павлодарської області Казахстану — †30 червня 1920, Томськ) — російський мандрівник, географ та етнограф.

## Біографія
Закінчив Омський кадетський корпус (1852). У 1859—62 роках учився в Петербурзькому університеті.
В 1863—64 брав участь в експедиції на озеро Зайсан і хребет Тарбагатай.
В 1876—77 і 1879—80 здійснив експедиції в Північно-Західну Монголію і Туву, 1884—1886 і 1892—1893 — до Центральної Монголії, Північного Китаю і Східного Тибету.
У своїх мандрівках Григорій Потанін зібрав цінні матеріали з географії, етнографії, мов і фольклору маловивчених областей Центральної Азії та Сибіру. В експедиціях дослідника брала участь дружина мандрівника О. В. Потаніна — перша жінка-дослідниця Центральної Азії.

## Відзнаки
На честь Потаніна названо один з хребтів Наньшаню та найбільший льодовик у Монгольському Алтаї. Також його ім'я носить астероїд 9915 Потанін. Почесний громадянин Томська.